# Les Éplatures
Les Éplatures est une localité, ancienne commune, du canton de Neuchâtel, située actuellement sur le territoire de la commune de La Chaux-de-Fonds.

## Géographie

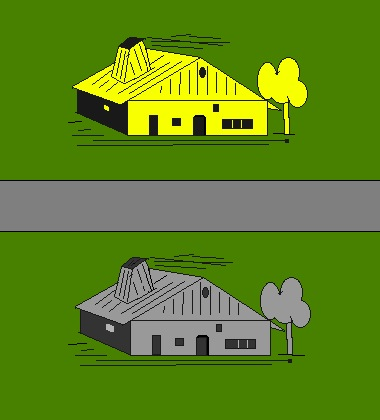
armoiries de l'ancienne commune des Éplatures

Les Éplatures sont situées dans la vallée entre La Chaux-de-Fonds et Le Locle et comprennent les hameaux de Bonne-Fontaine et du Crêt-du-Locle, ainsi que des fermes isolées. La superficie de la commune était d'environ 12 km2 et elle était limitrophe des communes de La Chaux-de-Fonds, des Planchettes, de La Sagne et du Locle.
Le nord était dénommé, Les Éplatures jaunes, le sud Les Éplatures grises. Ces dénominations se retrouvaient sur les armoiries de la commune (fond vert, bande grise horizontal au milieu, une ferme neuchâteloise jaune dessus, une ferme neuchâteloise grise dessous). (rechercher)

## Démographie
Lors du recensement de 1880, la commune des Éplatures compte 1 323 habitants, principalement agriculteurs, horlogers et artisans, répartis de part et d'autre de la route reliant Le Locle à La Chaux-de-Fonds.

## Histoire
Sous l'Ancien Régime, les Éplatures font partie de la commune du Locle. En novembre 1851, le Grand Conseil décide que les Éplatures seront détachés du Locle, tant au niveau politique, par l'établissement d'une municipalité autonome, qu'au niveau religieux, par l'établissement d'une paroisse autonome,.
La décision de créer une municipalité autonome des Éplatures avait pour arrière fond la révolution de 1848 et pour but d'affaiblir le parti royaliste au Locle, les Éplatures l'étant majoritairement. En 1856, les autorités prennent le parti royaliste lors de la tentative de contre révolution.
Un temple est construit en 1852 et les Éplatures deviennent une paroisse autonome une année plus tard, conformément à ce qui avait été décidé par le Grand Conseil en 1851.
En 1872, la municipalité accepte la création d'un cimetière pour la communauté juive. Celui-ci existe encore actuellement, à l'ouest du temple. En 1883, un incendie ravage la cure de la paroisse qui servait également de secrétariat communal.
C'est ici qu'est né en 1887 l'aviateur et horloger Raoul Fisme qui fut un ami proche de René Gasnier.
En 1888, la municipalité des Éplatures est élevée au rang de commune. Toutefois, la municipalité des Éplatures ayant assumé dès 1851 à la fois les compétences des municipalités et ceux des communes bourgeoises, ce changement est purement formel.
Durant la deuxième moitié du dix-neuvième siècle, l'industrie horlogère prospère et La Chaux-de-Fonds croît, si bien que des bâtiments sont érigés de plus en plus près des Éplatures. À la fin du dix-neuvième siècle, des habitants des Éplatures demandent la fusion avec La Chaux-de Fonds par pétition. Cette fusion est votée le 14 janvier 1900 par 204 oui contre 34 non et deux abstentions, contre l'avis du Conseil général qui, lui, avait recommandé le rejet de la fusion.

## Vie politique
La commune des Éplatures était dotée d'un Conseil général (législatif) de quinze membres, élus au suffrage universel, et d'un Conseil communal (exécutif) élu par le Conseil général.

## Transports
Les Éplatures sont reliés au réseau ferroviaire de 1858 jusqu'au 27 mai 1995 et un aéroport y est construit en 1926.

## Sources et bibliographie
- J. Béguin, Histoire de la commune des Eplatures